# Die Fragmente der griechischen Historiker
Die Fragmente der griechischen Historiker (vom Herausgeber empfohlene Abkürzung FGrHist, es ist aber auch FGrH in Gebrauch) ist der Titel einer Sammlung von Textfragmenten aus ansonsten nicht überlieferten Geschichtswerke der griechischen Antike. Es handelt sich dabei um Zitate späterer (auch römischer) Autoren aus den einzelnen Werken. Die „FGrHist“ wurden 1923 von Felix Jacoby begründet und führen die Arbeit der von Karl Müller herausgegebenen Fragmenta historicorum Graecorum (5 Bde. Paris 1841–1872) fort. Sie dienen als wichtiges und unentbehrliches Hilfsmittel für Althistoriker und Philologen.
Zu Jacobys Lebzeiten erschienen die ersten drei der von ihm geplanten sechs Teile in fünfzehn Bänden, die wiederum aus zahlreichen Teilbänden bestehen. Eine internationale Forschergruppe arbeitet an der Fortsetzung der Sammlung und hat seit 1998 mehrere Bände des vierten Teils vorgelegt, der fünfte Teil ist ebenfalls in Bearbeitung (Die Fragmente der griechischen Historiker. Continued). Diese Bände enthalten auch eine Übersetzung (ganz überwiegend in englischer Sprache, in Part 5 auch teilweise mit deutscher bzw. italienischer Übersetzung) und einen neuen kritischen Kommentar. 
Des Weiteren erscheint online Brill’s New Jacoby, wo ebenfalls eine englische Übersetzung und Kommentar angeboten werden. In diese Sammlung werden überwiegend die bereits von Jacoby berücksichtigten Geschichtsschreiber aufgenommen.
2005 wurden die von Jacoby bearbeiteten Bände und ein dreibändiges, 1999 als Druckausgabe erschienenes Register in einer CD-ROM-Ausgabe veröffentlicht.
Für den Bereich der römischen Historiker existiert mit The Fragments of the Roman Historians ein entsprechendes Äquivalent. Für die Spätantike wird im Rahmen des von der Nordrhein-Westfälischen Akademie der Wissenschaften und der Künste betreute Langzeitprojekt Kleine und fragmentarische Historiker der Spätantike mehrere Texte mit deutscher Übersetzung und einem philologisch-historischen Kommentar herausgegeben.

## Ausgabe
- Felix Jacoby: Die Fragmente der griechischen Historiker (FGrHist).
  - Teil 1, Genealogie und Mythographie. – A. Vorrede, Text, Addenda, Konkordanz [Nr. 1–63], Weidmann, Berlin 1923; Neudr. verm. um Addenda zum Text, Nachtr. zum Kommentar, Corrigenda u. Konkordanz. Brill, Leiden 1957.
  - Teil 2, Zeitgeschichte. – A. Universalgeschichte und Hellenika [Nr. 64–105], Weidmann, Berlin, 1926.
  - Teil 2, Zeitgeschichte. – B. Spezialgeschichten, Autobiographien und Memoiren, Zeittafeln [Nr. 106–261], Weidmann, Berlin 1926–1930.
  - Teil 2, Zeitgeschichte. – C. Kommentar zu Nr. 64–105. Weidmann, Berlin 1926.
  - Teil 2, Zeitgeschichte. – D. Kommentar zu Nr. 106–261. Weidmann, Berlin 1930.
  - Teil 3, Geschichte von Staedten und Voelkern (Horographie und Ethnographie). – A. Autoren ueber verschiedene Staedte (Laender) [Nr. 262–296]. Brill, Leiden, 1940.
  - Teil 3, Geschichte von Staedten und Voelkern (Horographie und Ethnographie). – A. Kommentar zu Nr. 262–296. Brill, Leiden 1943.
  - Teil 3, Geschichte von Staedten und Voelkern (Horographie und Ethnographie). – B. Autoren ueber einzelne Staedte (Laender) [Nr. 297–607]. Brill, Leiden 1954.
  - Teil 3, Geschichte von Staedten und Voelkern. – B (Suppl.), A commentary on the ancient historians of Athens. – Vol. 1. Text. Brill, Leiden 1954.
  - Teil 3, Geschichte von Staedten und Voelkern. – B (Suppl.), A commentary on the ancient historians of Athens. – Vol. 2. Notes, Addenda, Corrigenda, Index. Brill, Leiden 1954.
  - Teil 3, Geschichte von Staedten und Voelkern. – B, Kommentar zu Nr. 297–607. Text – Noten. Brill, Leiden 1955.
  - Teil 3, Geschichte von Staedten und Voelkern. – C, Autoren ueber einzelne Laender. – Bd. 1. Aegypten–Geten [Nr. 608a–708]. Brill, Leiden 1958.
  - Teil 3, Geschichte von Staedten und Voelkern. – C, Autoren ueber einzelne Laender. – Bd. 2. Illyrien–Thrakien [Nr. 709–856]. Brill, Leiden 1958.
  - Teil 3, Geschichte von Staedten und Voelkern. – C, Fascicle 1. Commentary on nos. 608a–608. Brill, Leiden 1994 (von Charles W. Fornara).
  - Part 4, Biography and antiquarian literature. –  A, Biography. – Fascicle 1. The pre-Hellenistic period. Brill, Leiden 1998 (von Jan Bollansée u. a.).
  - Part 4, Biography and antiquarian literature. –  A, Biography. – Fascicle 3. Hermippos of Smyrna. Brill, Leiden 1999 (von Jan Bollansée).
  - Part 4, Biography and antiquarian literature. – Section A Biography, Fascicle 5, The first century BC and hellenistic authors of uncertain date (nos. 1035–1045) / by Pietro Zaccaria Brill, Leiden 2021, ISBN 978-90-04-20913-8 (von Pietro Zaccaria).
  - Part 4, Biography and antiquarian literature. – Section A Biography, Fascicle 7. Imperial and undated authors. Brill, Leiden 1999 (von Jan Radicke).
  - Part 4, Biography and antiquarian literature. – Section A Biography, Fascicle 8. Anonymous papyri [Nos. 1119–1139]. Brill, Leiden 2019, ISBN 978-90-04-39578-7 (von James H. Brusuelas, Dirk Obbink, Stefan Schorn).
  - Indexes of parts I, II, and III, indexes of ancient authors. – 1. Introduction, alphabetical list of authors conserving testimonia & fragments. – 2. Concordance Jacoby – source. – 3. Alphabetical list of fragmentary historians with alphabetical list of source-authors for each. Brill, Leiden 1999 (von Pierre Bonnechere).

- Geplante Abteilungen der Fortsetzung:
  - IV B. History of Literature, Music, Art and Culture (and related genres)
  - IV C. Politeiai, Nomoi, Nomima, On Cities, On Islands, Ktiseis, Aitia (and related genres)
  - IV C 1. Politeiai, Nomoi and Nomima
  - IV C 2. On Cities, On Islands, Ktiseis, Aitia (and related genres)
  - IV C 3. Kallimachos
  - IV D. History of Religion and Cult
  - IV E. Paradoxography
  - IV F. Collections, Anthologies and Hypomnemata (and related genres)